# Parafia Niepokalanego Poczęcia Najświętszej Maryi Panny w Osiecznej
Parafia Niepokalanego Poczęcia Najświętszej Maryi Panny w Osiecznej – rzymskokatolicka parafia w Osiecznej. Należy do dekanatu czerskiego diecezji pelplińskiej.
Erygowana w 1929 roku.
W skład parafii wchodzą miejscowości: Duże Krówno, Małe Krówno, Pola Osieckie, Starzyska, Zdrójno; leśnictwa: Leśny Dwór, Osieczna, Owcze Błota, Nowy Dwór.